# Karmon Fan Ferri
Karmon Fan Ferri, född den 10 juni 1946 i Peja i Kosovo i Jugoslavien, död 1991, var en albansk konstnär och grafisk formgivare.
Han var elev hos Rajko Nikolić och studerade vid Akademin för tillämpad konst i Belgrad i Serbien och tog examen 1975. Han studerade vidare hos Rudolf Hausner vid Akademin för figurativ konst i Wien i Österrike där han tog examen 1979.
Karmon Fan Ferri flyttade till München i Tyskland där han levde och arbetade i återstående delen av sitt liv.